# Ángeles Alvariño (2012)
El Ángeles Alvariño  es un buque oceanográfico operado por el Instituto Español de Oceanografía, que fue botado el 21 de febrero de 2011 y que entró en servicio en septiembre de 2012. Es el segundo de los dos buques de su clase, su gemelo, el  Ramón Margalef entró en servicio en julio de 2012. Recibe su nombre en honor a María de los Ángeles Alvariño

## Características
Tiene una eslora de 46 m, una manga de 10,5 m y un calado de 4 m, la característica proa del buque es de tipo finlandés. Para su propulsión, cuenta con tres alternadores diésel con una potencia de 1040 hp cada uno de ellos, que activan dos Convertidores de frecuencia (Ingeteam) y estos a su vez mueven los motores eléctricos (Indar) de 900 kW cada uno de ellos, para casos de emergencia, dispone de otro alternador más, así como de un quinto alternador de 274 hp para dar servicio eléctrico al buque cuando se encuentra en puerto. Está calificado como barco limpio y sin ruido.
Está dotado de quilla retráctil en la que tiene dispuesta sondas y cámaras, así como de una escotilla desde la que se controla un robot no tripulado. Su autonomía es de 10 días y cuenta con espacio para 11 investigadores y técnicos y 12 tripulantes. Su diseño le permite emitir niveles muy bajos de ruido al agua, lo cual permite que su navegación no afecte al comportamiento de la fauna marina en sus alrededores

## Construcción
Fue construido en los astilleros de Vigo Armon, donde fue botado el 24 de febrero de 2012 amadrinado por Ángeles Leira Alvariño, hija de Ángeles Alvariño. Entró en servicio en julio del mismo año.

## Historial
En 2013 durante la misión Ofión en la cual en colaboración con la Armada Española buscaban los restos de un galeón español hundido en las Islas Cíes tras la batalla de Rande localizó el pecio del submarino alemán U-134.
El 2 de abril de 2014, una patrulla de la Guardia Civil, acudió a la llamada de auxilio del Ángeles Alvariño que fue interceptado con maniobras peligrosas por patrulleras gibraltareñas mientras recogía muestras en aguas españolas, fuera de las aguas que Gibraltar reclama como propias. La patrulla española fue interceptada por patrulleras gibraltareñas, dando lugar a que el Ministerio de Asuntos Exteriores británico llamara por cuarta vez a consultas al embajador español en Londres, Federico Trillo, calificando de "grave intrusión" el suceso.
El 5 de octubre de 2014, mientras realizaba tareas científicas escoltado por dos patrulleras de la guardia civil, fue obligado a abandonar las mismas aguas por fuerzas de la policía gibraltareña y de la Royal Navy, por lo que tuvo que poner rumbo a Ceuta.
Una situación similar, se repitió el 3 de julio de 2015 en las mismas aguas cuando se vio hostigado por el HMS Sabre y una patrullera de la Royal Gibraltar Police que provocó la intervención de la patrullera de la Guardia Civil Río Tormes, hasta que el Ángeles Alvariño se alejó de la zona de conflicto.
Desde mediados de agosto de 2015 participó dentro de una expedición arqueológica en la recuperación de distintos objetos procedentes de la fragata Nuestra Señora de las Mercedes que fueron desembarcados en Cartagena, después de que la administración del pecio fuera concedida en 2012 por un tribunal de los Estados Unidos a España. En septiembre de 2016 realizó una segunda expedición arqueológica al citado pecio para determinar el estado de los restos del buque.
El 20 de noviembre de 2016 fue acosado por la patrullera HMS Sabre de Gibraltar mientras efectuaba trabajos de estudio sobre la geología y el hábitat submarino del cañón de Algeciras; la patrullera llegó a disparar varias bengalas contra el buque de investigación.
En mayo y junio de 2021 participó en la búsqueda de las menores Anna y Olivia, encontrando bajo las aguas el 8 de junio una botella de buceo y una funda nórdica propiedad del padre de las niñas, ampliando este hallazgo su presencia en aguas canarias al menos hasta el 15 de junio. El día 10 de junio, localizó dos bolsas deportivas lastradas con un ancla, con el cuerpo sin vida de Olivia, la mayor de las hermanas en el interior de una de ellas.